# Гренгйольс
Гре́нгйольс (нім. Grengiols), на місцевому діалекті Гре́нгельш (алем. Grängelsch) — громада в Швейцарії в кантоні Вале, округ Східний Рарон.

## Географія
Громада розташована на відстані близько 85 км на південний схід від Берна, 60 км на схід від Сьйона.
Гренгйольс має площу 58,5 км², з яких на 0,9 % дозволяється будівництво (житлове та будівництво доріг), 19,7 % використовуються в сільськогосподарських цілях, 27,9 % зайнято лісами, 51,5 % не є продуктивними (річки, льодовики або гори).

## Демографія
2019 року в громаді мешкало 425 осіб (-8,4 % порівняно з 2010 роком), іноземців було 4,5 %. Густота населення становила 7 осіб/км².
За віковим діапазоном населення розподілялося таким чином: 18,4 % — особи молодші 20 років, 60,2 % — особи у віці 20—64 років, 21,4 % — особи у віці 65 років та старші. Було 171 помешкань (у середньому 2,5 особи в помешканні).
Із загальної кількості 156 працюючих 57 було зайнятих в первинному секторі, 24 — в обробній промисловості, 75 — в галузі послуг.